# 奇逢敵手
《奇逢敌手》，是2003年香港文艺剧情片，由任达华、舒淇、吴大维领衔主演。描述香港富豪在海边别墅的文艺故事，穿插海边驾汽艇的情節。

## 外部連結
- 互联网电影数据库（IMDb）上《奇逢敵手》的资料（英文）